# Ruellia consocialis
Ruellia consocialis är en akantusväxtart som beskrevs av Gustav Lindau. Ruellia consocialis ingår i släktet Ruellia och familjen akantusväxter. Inga underarter finns listade i Catalogue of Life.